# 시안타르 톱
시안타르 탑(Siantar Top)은 동자와주 시다르조에 본사를 둔 인도네시아의 스낵 및 최종재 회사이다.

## 역사
이 회사는 1972년에 당시 소규모 산업 규모로 설립되었다. 시안타르 탑은 북수마트라주페마탕시안타르 출신의 사업가인 신도 스미도모(헹 혹 수이)가 설립했으며, 회사 이름은 그 도시의 이름에서 따왔다. 이후 시안타르 탑은 스낵면, 크래커 및 과자 (사탕)와 같은 스낵 산업에서 발전했다. 1987년, 이 회사는 시다르조의 공증인 엔당 위자얀티의 1987년 5월 12일자 증서 45호에 따라 PT 시안타르 탑 인더스트리라는 이름으로 등록되었다. 1991년에는 다양한 사탕 제품을 생산하기 시작했다. 이 회사는 메단 (1998), 브카시 (2002), 마카사르 (2011)에 세 개의 다른 공장을 운영하며 사업을 확장했다. 또한 2014년에는 커피 가공 공장을 설립했다.

## 브랜드 및 제품
- 국수: 스픽스 소바 미 세답, 스픽스 미 고렝, 미 게메즈 & 게메즈 에나악[6]
- 스낵: 트위스트코, 프렌치 프라이 2000 & 리아네트, 오포테이토, 틱틱[6]
- 사탕: 가울, 밀레니움, 토비 & 수수[6]
- 비스킷: 고! 포테이토, 고! 말키스트, 고리오리오, 모데나 쿠키, 말크레즈 & 웨이퍼 슈퍼맨[6]

## 소유권
2014년 12월 31일 기준 주주별 소유권 목록
| 주주 이름        | 주식 수     | 소유 지분 |
| ---------------- | ----------- | --------- |
| 신도 티아라 퉁갈 | 743,600,500 | 56.76%    |
| 신도 스미도모    | 40,605,000  | 3.10%     |
| 주위타 위자야    | 933,600     | 0.03%     |
| 기타             | 524,860,900 | 40.11%    |